# منحنى المعايرة

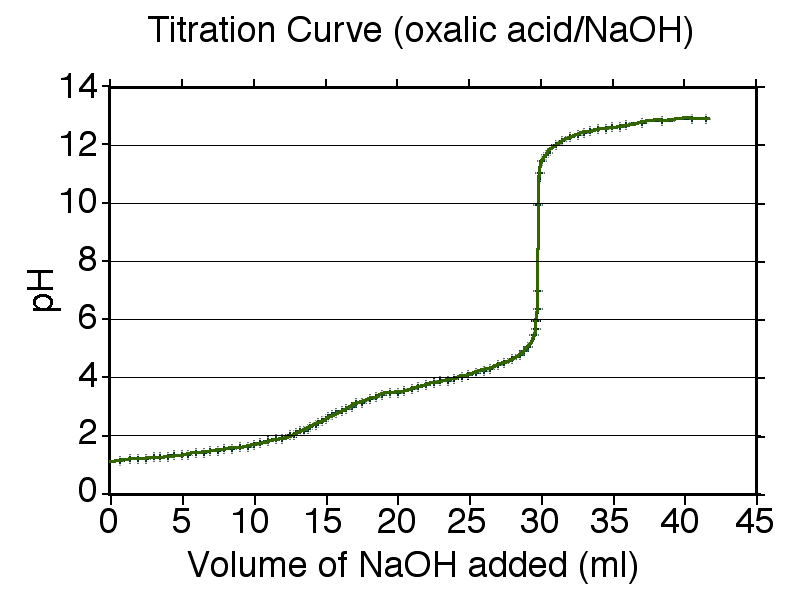
منحنى المعايرة النموذجي لحمض ثنائي البروتون، وهو حمض الأكساليك (حمض ضعيف)، والمعاير، وهو هيدروكسيد الصوديوم (قاعدة قوية). يمكن رؤيةً كلا نقطتي التكافؤ بوضوح.

في الكيمياء المخبرية، يتم تسجيل المعايرة -أحياناً - على شكل رسوم بيانية تسمى منحنيات المعايرة، والتي تحتوي عمومًا على:
1) حجم المُعايِر كمتغير مستقل.
2) الأس الهيدروجيني(pH) للمحلول كمتغير تابع (لأنه يتغير اعتمادًا على تكوين المحلولين).
يمكن رسم منحنى المعايرة فقط عندما يتم معايرة حمض وقاعدة، ولكن لا يمكن رسم منحنى المعايرة عندما يكون نوع المعايرة معايرة أكسدة-اختزال.
عند إضافة القاعدة إلى الحمض في بداية المعايرة، يرتفع الأس الهيدرجيني ببطء. ولكن عند الاقتراب من نقطة التكافؤ، يبدأ الأس الهيدروجيني بالزيادة بسرعة. إذا كانت المعايرة عبارة عن حمض قوي مع قاعدة قوية، فإن الأس الهيدروجيني عند نقطة التكافؤ سيساوي 7. بعد قليل من نقطة التكافؤ، تبدأ نسبة تغير الأس الهيدروجيني بالتباطأ مرة أخرى.
يمكن أيضاً إنشاء منحنيات المعايرة عند معايرة قاعدة قوية مع حمض ضعيف أو قاعدة ضعيفة مع حمض قوي. في كلا الحالتين، الشكل العام لمنحنى المعايرة لا يختلف كثيراً، ولكن الأس الهيدروجيني عند نقطة التكافؤ هو الذي يختلف. عند معايرة قاعدة قوية مع حمض ضعيف، يكون الأس الهيدروجيني عند نقطة التكافؤ أكبر من 7. في المقابل، عند معايرة قاعدة ضعيفة مع حمض قوي، فإن الأس الهيدوجيني عند نقطة التكافؤ يكون أقل من 7.
يمثل المحور الأفقي حجم المُعايِر، (الذي يكون عادةً قاعدة) و الذي يتم اضافته إلى المحلول (والذي يكون في معظم الأحيان حمضاً). أما المحور العمودي فهو يمثل التغير في الأس الهيدروجيني للمحلول.
نقطة التكافؤ في الرسم البياني هي النقطة التي يتعدل(يتساوى) فيها كل مافي المحلول الأولي (عادةً ما يكون حمض) بواسطة المعايِر (عادةً ما تكون قاعدة). يمكن ايجاد نقطة التكافؤ بدقة من خلال إيجاد المشتق الثاني لمنحنى المعايرة وحساب نقاط الانقلاب (حيث تكون الدالة مقعرة). ومع ذلك، في معظم الحالات يكفي الفحص البصري البسيط للمنحنى.
في الرسم البياني أعلاه، والذي يمثل منحنى المعايرة لقاعدة قوية (NaOH)مع حمض ضعيف (حمض الأكساليك)، تكون كلتا نقطتي التكافؤ مرئية، بعد أن يتم معايرة حوالي 15 و 30 مل من محلول NaOH في محلول حمض الأكساليك.
لحساب ثابت تفكك الحمض (pKa)، يجب ايجاد الحجم عند نصف نقطة التكافؤ، حيث أنه في هذه النقطة تمت إضافة نصف كمية المُعايِِر لتشكيل المركب التالي (في هذه الحالة، أكسالات هيدروجين الصوديوم، ثم ثنائي أكسالات الصوديوم).
في منتصف المسافة بين كل من نقطتي التكافؤ، عند 7.5 مل و 22.5 مل، كان الأس الهيدروجيني حوالي 1.5 و 4، مما يعطي pKa.
في الأحماض الأحادية البروتونات، تكون النقطة عند منتصف المسافة ما بين بداية المنحنى (قبل أن يتم إضافة أي مُعايِر) ونقطة التكافؤ مهمة: عند هذه النقطة، تكون تركيزات كل من القاعدة المرافقة والحمض متساوية. لذلك، يمكن حل معادلة هندرسون - هاسلبالك بهذه الطريقة:
{\displaystyle \mathrm {pH} =\mathrm {p} K_{\mathrm {a} }+\log(1)\,}
{\displaystyle \mathrm {pH} =\mathrm {p} K_{\mathrm {a} }+\log \left({\frac {[{\mbox{base}}]}{[{\mbox{acid}}]}}\right)}
PH=PKa
لذلك، يمكن ايجاد ال pKa بسهولة من الحمض الأحادي البروتوني عن طريق إيجاد الأس الهيدروجيني للنقطة في منتصف المسافة بين بداية المنحنى ونقطة التكافؤ، وحل المعادلة المبسطة. في حالة المنحنى أعلاه، سيكون الKa حوالي 1.78×10−5 من الفحص البصري (ولكن Ka2 يساوي 1.7×10−5 (والذي هو ثابت تفكك الحمض الثاني)).
بالنسبة للأحماض المتعددة البروتونات، يعد حساب ثابت تفكك الحمض أكثر صعوبة: يمكن حساب ثابت تفكك الحمض الأول بنفس الطريقة التي يتم بها حسابها في الأحماض الأحادية البروتونات. ومع ذلك، فإن ثابت تفكك الحمض الثاني هو النقطة التي تكون في منتصف المسافة بين نقطة التكافؤ الأولى ونقطة التكافؤ الثانية (وهذا ينطبق أيضاً على الأحماض التي تطلق أكثر من بروتونين، مثل حمض الفوسفوريك ).